# Valentina Tronel

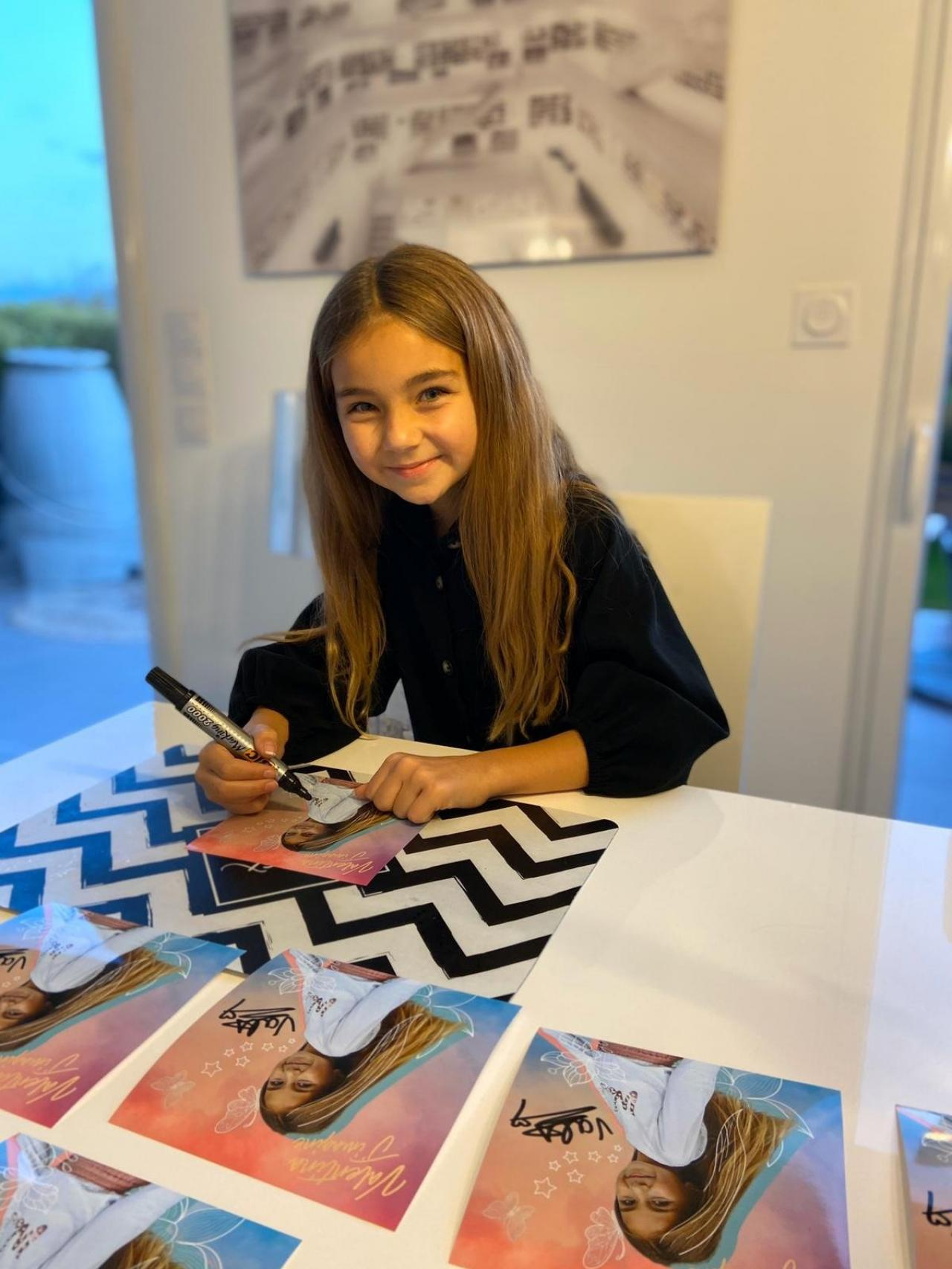
Valentina (2020)

Valentina Tronel, auch bekannt als Valentina (* 6. April 2009 in Rennes) ist eine französische Sängerin. Sie ist die Gewinnerin des Junior Eurovision Song Contest 2020.

## Leben

### Familie
Valentina Tronel wurde in Rennes in der Bretagne geboren und lebt mittlerweile mit ihrer Familie in Thorigné-Fouillard. Ihre Mutter ist Italienischlehrerin, ihr Vater Immobilienmakler. Außerdem hat sie einen Bruder namens Alexandre, der zwei Jahre älter als sie ist.
Von klein auf war Valentina von Musik umgeben:

« J'ai grandi dans une famille où tout le monde chantait : ma mère, dans les bars, mon père, qui faisait des spectacles de Michael Jackson, son idole… La musique a toujours fait partie de ma vie. »

„Ich bin in einer Familie aufgewachsen, in der jeder gesungen hat: meine Mutter in Bars, mein Vater, der als Michael Jackson, seinem Idol, auftrat... Die Musik hat immer eine Rolle in meinem Leben gespielt.“

### Kids United Nouvelle Génération
2017 nahm Valentina an der vierten Staffel von The Voice Kids France teil, schied jedoch bereits in der ersten Runde aus. Mit sieben Jahren zum Zeitpunkt der Aufzeichnung war sie die jüngste Teilnehmerin der Staffel.
2018 wurde Valentina in die Kindergesangsgruppe Kids United aufgenommen. Die Gruppe besteht aus fünf Kindern und ist 2015 gegründet worden, um Kampagnen der UNICEF zu unterstützen. Laut Le Figaro war ihr Auftritt bei The Voice der Grund, weshalb ihr ein Platz in der neuen Generation von Kids United angeboten wurde. Laut Valentina hatte sie auf eine Casting-Anzeige im Internet geantwortet. Gemeinsam mit Kids United nahm Valentina zwei Studioalben auf: Au bout de nos rêves (2018) und L’Hymne de la vie (2019). Die Gruppe löste sich 2021 auf.

### Junior Eurovision Song Contest 2020
Am 9. Oktober 2020 gab France Télévisions bekannt, dass Valentina mit dem Lied J'imagine Frankreich beim Junior Eurovision Song Contest 2020 in Warschau vertreten würde. Das Lied wurde am 16. Oktober veröffentlicht. Beim Wettbewerb am 29. November 2020 gewann Valentina mit 200 Punkten und sicherte damit den ersten Sieg Frankreichs beim Junior Eurovision Song Contest.

### Karriere
Im Juni 2021 nahm sie ein Cover des Lieds Y’a pas que les grands qui rêvent von Melody auf, im September des gleichen Jahres folgte ihr erstes Solo-Album Plus loin qu'un rêve.